# Salonmuziek

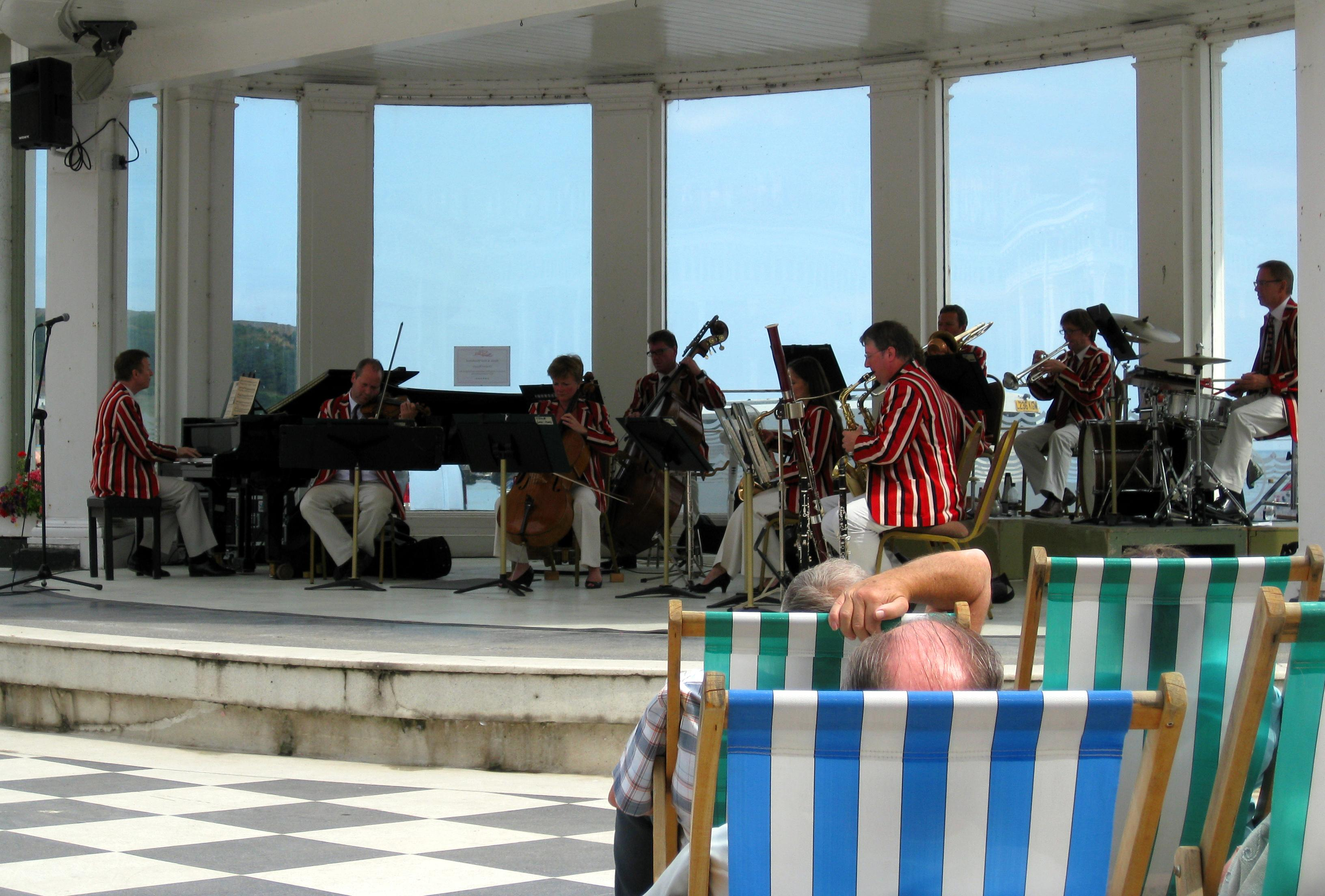
Het Scarborough Spa Orchestra, het laatste professionele salonmuziekorkest, geeft een optreden in augustus 2009

Salonmuziek is een vorm van muziek die aan het begin van de 20e eeuw in horecagelegenheden gespeeld werd. Meestal speelde in kroeg, koffiehuis of tearoom een pianist, maar in de wat chiquere gelegenheden zag men vaak een "strijkje" dat bestond uit een pianist, enkele strijkers en blazer(s). Er werden vaak dansnummers gespeeld, zoals walsen, foxtrots en tango's. De muzikale leiding was in handen van de eerste violist, die bleef staan en Stehgeiger werd genoemd.

## Geschiedenis
Salonmuziek ontstond uit de lichte klassieke muziek, zoals de muziek van de familie Strauss in Wenen en de beroemde melodieën uit de operettemuziek. In 1830 dook voor het eerst de term "salonmuziek" op, al werd het verschijnsel zelf al enkele decennia eerder in Frankrijk gesignaleerd. Kleine ensembles van uiteenlopende samenstelling traden op in de salons: aanvankelijk deftige cafés waar ook gedanst kon worden. Een groot aantal componisten van salonmuziek dienden zich aan. Paul Lincke, Robert Stolz en Georges Boulanger waren de bekendsten. In rap tempo ontstonden letterlijk duizenden - vaak snel geschreven - salonstukken. Hoewel grote componisten zich niet te min voelden om in deze stijl te schrijven, kreeg salonmuziek al snel een ongunstige bijklank, omdat vooral zogenaamde "tweederangscomponisten" zich erop ging toeleggen.
In de zorgeloze roaring twenties (de jaren 1920) kwamen daarbij de beroemde dansen als de Veleta en de Charleston. Parallel hieraan was er de Hongaarse en Roemeense zigeunermuziek, die langzaam doordrong in het repertoire van de salonstrijkjes.
Tegen de Tweede Wereldoorlog kwamen de invloeden van de jazz en na 1945 was de salonmuziek vrijwel van het toneel verdwenen, verdrongen door de muziek van de big bands zoals die van de toen beroemde Glenn Miller, de liedjes van Bing Crosby en Frank Sinatra en de Latijns-Amerikaanse muziek met zijn tango's, rumba's en samba's. De muzikale mode veranderde en de levende muziek werd vervangen door jukeboxen.
Niettemin klonk nog met enige regelmaat salonmuziek uit de radio dankzij de ensembles van George Frank (van 1945 tot 1949 bij Herrijzend Nederland), Benedict Silberman en Paul Godwin  (vanaf 1951 tot 1974 bij de VARA).  
In de jaren 1960 wist bijna niemand meer wat salonmuziek was, maar halverwege de jaren 1970 herontdekten muzikanten het salonrepertoire. Een belangrijke aanzet hiertoe gaf de violist Willem Wolthuis, die in 1974 met medemusici uit het Noordelijk Filharmonisch Orkest en voormalig Malando-pianist Klaas Wiersema het Groningsch Salonorkest Pluche formeerde. Dit orkest maakte in 1977 een toptienhit met "Kannst du pfeifen Johanna" en enkele goed verkochte platenalbums, en was regelmatig te zien op de Nederlandse en Duitse tv. Steeds meer orkestjes gingen daarna ook op zoek naar het oude repertoire en salonmuziek spelen, zoals het in 1978 opgerichte Maastrichts Salonorkest onder leiding van André Rieu, Da Capo, Crème e.a..
Bij het grote publiek werd rond 1978 het genre nog meer bekend dankzij het VARA-programma "Haagse Kringen". Het Resistentie Orkest overstemde daarin politici die hun spreektijd overschreden. In navolging daarvan werden salonorkesten in die tijd veel gevraagd bij politieke bijeenkomsten en congressen. De NOS organiseerde in 1982 een concours voor salonorkesten onder de naam Salonos.
Eind jaren tachtig zakte de belangstelling voor salonmuziek geleidelijk in. De nog bestaande salonorkesten speelden nog wel regelmatig op feesten en bijeenkomsten voor meestal wat ouder publiek, maar dat werd een aflopende zaak. André Rieu wist zich aan de neergang te ontworstelen. Zijn succes groeide snel, in 1987 breidde hij zijn ensemble uit tot het Johann Strauß Orchestra en hij brak in 1994 door bij het grote publiek.